# Sufetula nitidalis
Sufetula nitidalis là một loài bướm đêm trong họ Crambidae.